# Шафоа
Шафоа (фр. Chaffois) насеље је и општина у источној Француској у региону Франш-Конте, у департману Ду која припада префектури Понтарлије.
По подацима из 2011. године у општини је живело 902 становника, а густина насељености је износила 55,51 становника/km². Општина се простире на површини од 16,25 km². Налази се на средњој надморској висини од 841 метар (максималној 906 m, а минималној 808 m).

## Демографија
| 1962. | 1968. | 1975. | 1982. | 1990. | 1999. | 2011. |
| ----- | ----- | ----- | ----- | ----- | ----- | ----- |
| 350   | 383   | 426   | 569   | 699   | 710   | 902   |

График промене броја становника у току последњих година